# 地歌
地歌（日语：／ Jiuta），又寫為地唄，是一種日本傳統音樂型態。在江戶時期，這種風格的音樂流行於西日本的上方地區，主要使用三味線演奏。
地歌大多使用三味線、箏、胡弓三種樂器演奏，稱為「三曲」。

## 地歌作曲家及其作品
以下條目會看到名字中有「勾当」、「検校」等字眼，那是日本皇室賜給盲眼音樂家的官職，有官職的音樂家可享有有俸祿。

### 油屋茂作
京都的音樂家贊助人。自己作品有：
- 《すり鉢》

　
作詞作品
- 《袖の露》
- 《別世界》
- 《花の旅》

### 在原勾当
（？～1867）
山陰出身。活躍於大阪。
作品
- 《松の寿》
- 《さむしろ》　等。

### 幾山検校富栄一
（1818～1890）
明治以後自稱幾山栄福。在鶴岡検校門下、京風手事物最後的作曲家。京都盲唖院顧問。
作品有：
- 《磯の春》
- 《打盤》
- 《横槌》
- 《影法師》
- 《川千鳥》
- 《新玉鬘》
- 《萩の露》等。

### 石川勾当
19世紀後半活躍於京都。
作品有：
自作曲（手事物）
| 「石川的三物（三大名曲）」 |
| -------------------------- |
| 八重衣（八重崎検校箏伴奏） |
| 新青柳（八重崎検校箏伴奏） |
| 融（とおる）（市浦検校箏） |

- 《新娘道成寺》（宮原検校箏伴奏）

三弦伴奏
- 《吾妻獅子》（峰崎勾当作曲）
- 《玉川》（與菊岡検校共同作詞。国山勾当作曲）
- 《八段の調》（八橋検校作曲)

### 石村検校
（？～1642）
三味線初期的集大成者。三味線組歌表組7曲的作曲者。
作品有：
- 《琉球組（りゅうきゅうぐみ）》
- 《鳥組（とりぐみ）》
- 《腰組（こしぐみ）》
- 《不祥組（ふしょうぐみ）》
- 《飛騨組（ひんだぐみ）》
- 《忍組（しのびぐみ）》
- 《浮世組（うきよぐみ）》

### 歌木検校ふさ一
大阪的佳川検校門下。在長歌和繁太夫物之前、提倡新端唄者。
作品有：
- 《菜の葉》
- 《綾鶴》
- 《かくれんぼ》
- 《桂女》
- 《通ふ神》
- 《言葉質》
- 《露の蝶》

### 菊岡検校楚明一
（1792～1847）
在一山検校門下、與光崎検校同門。
15歳已經獲得検校官位的三絃著名演奏家、與箏的八重崎検校齊名的京風手事物的代表者。
作品有：
地歌曲・手事物
- 《茶音頭》
- 《楫枕》
- 《磯千鳥》
- 《長等の春》
- 《夕顔》
- 《笹の露》
- 《船の夢》
- 《今小町》
- 《御山獅子》
- 《園の秋》
- 《梅の宿》
- 《里の春》（以上曲目有八重崎検校箏作伴奏）
- 《梅の匂》
- 《ままの川》（松野検校箏作伴奏）
- 《けしの花》

長歌物
- 《竹生島》
- 《老松》

端歌物
- 《玉のゆくえ》
- 《大和橋》

### 菊末勾当
（1852？～1892）
山陰出身、活躍於大阪。菊池派的菊久検校的弟子。身為継山流箏曲家、明治新曲的先駆者。作品有：《嵯峨の秋》。

### 菊塚与市
（1846～1909）
在菊仲繁寿一門下、明治新曲的代表者。作品有：
- 《新玉の曲》
- 《巌上の松》
- 《住吉詣》
- 《蝶の夢》
- 《松の栄》
- 《三つの景色》
- 《明治松竹梅》等。

### 菊平勾当
幕末時期活躍於大阪。
作品有：
- 《歌恋慕》
- 《袖の雨》等。

### 岸野次郎三郎
通称次郎三。活躍時期由17世紀末至18世紀初。他是京都祇園的茶屋井筒屋的老闆, 亦是歌舞伎的三味線演奏家。出名的是他作了地歌的芝居歌物。
作品有：
- 《狐火》
- 《狐会（こんかい）》
- 《里景色》
- 《関寺小町》
- 《古道成寺》
- 《放下僧》
- 《六段恋慕》等

### 杵屋長右衛門
與葛山四郎兵衛合作芝居歌物　《青葉》一曲。(亦有傳說《青葉》の作曲者是杵屋長五郎。)

### 杵屋長五郎
元禄・宝永期歌舞伎三味線的演奏家。
作曲　
- 《青葉？》
- 《出口の柳》。

杵屋長五郎(二世長五郎)
作曲　
- 《新道成寺》

### 倉橋検校順正一
（？～1724）
倉橋検校在生田検校門下，是三橋検校、安村検校的老師。為日本箏的発展作出貢獻。例如把組歌《橋姫》復曲。　
作品有：
- 《新雲井弄斎》
- 《乱れ？》
- 《八段の調？》

### 湖出市十郎（こいで　いちじゅうろう）
長唄的唄方。
【初代】？～寛政十二年（一八〇〇）九月十二日。
活躍於江戸時期。藝名(俳名)是「一声」。前姓是吉住・岡田・富士田。
作品有：
- 「釣狐」
- 「白妙」
- 「種蒔三番叟」
- 《黒髪》
- 《十三鐘》
- 《鳥辺山》等曲目。

### 佐山検校本一
（？～1694）
在柳川検校門下、活躍於江戸。從破手組開始用片撥的奏法, 創始了長歌。
作品有：
- 《四段砧　　 （京砧）》
- 《木やり》
- 《雲井弄斎》
- 《恋衣》
- 《桜尽し》
- 《小夜衣》
- 《三段獅子》
- 《躑躅（つつじ）》　等。

### 玉岡検校菊之一
活躍18世紀後半的大阪。
為大阪八重崎検校創作的悼念曲《八重咲》(已失傳)。
作品有：
- 《朝戸出》
- 《口切》
- 《鶴の声》

### 継橋検校城う
野藤永検校的老師。長唄物的作曲家。
作品有：
- 《難波獅子》
- 《八重霞》

### 津山検校富一
津山検校是京都人。他在深草検校門下學習。
前名、松川勾当、後名、野崎きゝ一。
編集了「琴線和歌の糸」・「新曲糸の節」。
作品有：
- 《都獅子》
- 《八段すががき？》
- 《神楽》
- 《七草》
- 《紅葉尽し》
- 《大和文》

### 西山徳茂一
（1857～1898）　
岡山出身。本来是専門演奏三絃的。明治初年出了大阪、跟4世津山検校門下的徳永徳寿一下學習。
作品有：
- 《秋の言葉》
- 《浪花土産》

箏伴奏
- 《松の寿》
- 《住吉詣》

### 広橋勾当
18世紀中期、活躍於大阪。
作品有：
- 《菊の露》
- 《八郎兵衛》
- 《蓬莱》

### 深草検校官一
柳川流中興之祖, 他是浅利検校門下的早崎検校的弟子。　
作品有：
- 《晒》

　
三味線組歌
- 《千代の鶯》
- 《十二月新組》
- 《新弄斎》
- 《新七つ子》

### 藤尾勾当
18世紀中期, 活躍於名古屋的三味線著名演奏家。作品多以謡曲故事為題材
作品有：
- 《鉄輪？》
- 《富士太鼓》
- 《虫の音》
- 《八島》

山田流的山登松齢的《臼の声》的原曲《夏衣》等。

### 松浦検校久保一
（？～1882）
箏是在安村検校門下的藤池検校下學習。三絃的著名演奏家, 是京風手事物的初期大成者。
手事物
| 「松浦四大名曲」 |
| ---------------- |
| 《宇治巡り》     |
| 《深夜の月》     |
| 《四季の眺》     |
| 《四つの民》     |

- 《若菜》
- 《里の暁》
- 《玉の台（うてな）》
- 《末の契》
- 《新松尽し》
- 《新浮舟》
- 《三つ恋慕》
- 《嵯峨の春》

長歌物
- 《六歌仙》

端歌物
- 《高雄山》
- 《水の音》
- 《菊》

箏組歌
- 《十八公》

### 松坂春栄
（1854～1920）
京都下派的二世松崎検校門下。津田青寛的老師。
作曲
- 《墨絵の芦》
- 《楓の花》
- 《春の栄》

另外, 還有為吉沢検校的古今組的曲目加入「手事」和「替手」以及《秋の言の葉》箏替手。

### 松野検校正豊一
松野検校在八重崎検校門下、與二世松崎和光崎同門。
他的門下有葛原勾当。
箏伴奏
- 《老の友》
- 《儘の川》

### 光崎検校浪の一
在一山検校門下學習三絃、與菊岡検校同門。箏是在八重崎検校門下。
他發展了箏的高低合奏、段物和組歌的合体等等、為箏曲開拓新風。
他為「絃曲大榛抄」楽譜出版協力。
- 《秋風の曲》
- 《五段砧》
- 《桜川》
- 《千代の鶯》
- 《七小町》
- 《初音》
- 《三津山》
- 《夕辺の雲》
- 《夜々の星（共作）》

### 三橋勾当
由18世紀末至世紀初頭活躍於大阪。與峰崎勾当齊名的三絃手事物代表者。
想出三弦三上り（一下り）的調弦。
作品有：
- 《松竹梅》
- 《根曳の松》

### 峰崎勾当
在豊賀検校門下、活躍於18世紀末至19世紀初頭在大阪島之内。
| 手事物   | 端歌     | 箏伴奏(手付け) |
| -------- | -------- | -------------- |
| 残月     | ゆき     | 根曳の松       |
| 越後獅子 | 袖香炉   |                |
| 吾妻獅子 | 小簾の戸 |                |
| 都獅子   | 袖の露   |                |
| 有馬獅子 | 別世界   |                |
| 玉椿     | 花の旅   |                |
| 梅の月   | 忍び駒   |                |
| 月       | 大仏     |                |
| 翁       | 新縁の綱 |                |
|          | 薄雪     |                |
|          | 梅の月   |                |
|          | 花月     |                |

1801年與菊永検校校訂「新大成糸の調」。
成立大阪的三絃手事物和発展了端唄。

### 八重崎検校壱岐一
（1776～1848）
活躍於京都的箏的著名演奏家、完成了替手式箏曲的京風手事物。
　　箏伴奏(替手)作品有：
- 《磯千鳥》
- 《今小町》
- 《宇治巡り》
- 《梅の宿》
- 《越後獅子》
- 《楫枕》
- 《桂男》
- 《西行桜》
- 《榊》
- 《桜尽し》
- 《笹の露》
- 《新浮舟》
- 《茶音頭》
- 《四季の眺》
- 《八重衣》。

### 安村検校頼一
（？～1779）
箏是生田検校門下的倉橋検校的弟子、三絃是柳川流的田中検校的弟子。他教出了很多有名的學生。
- 《飛燕曲》
- 《七段の調？》

### 八橋検校城談
（1614～1685）
與柳川検校齊名的三味線名手、離開江戸、學習雅楽以及筑紫箏、以改良了的雅楽音階、半音音階作為平調子和雲井調子。
創始箏組歌和段物、成為現行的箏曲的基礎。
| 表組         | 裏組           | 中組         | 三曲       |
| ------------ | -------------- | ------------ | ---------- |
| 《菜蕗》     | 《雲上》       | 《須磨》     | 《四季曲》 |
| 《心尽》     | 《薄衣》       | 《雲井弄斎》 | 《扇曲》   |
| 《梅が枝》   | 《八段の調べ》 |              |            |
| 《天下太平》 | 《桐壺》       |              |            |
| 《薄雪》     | 《乱輪舌》     |              |            |
| 《六段》     |                |              |            |
| 《雪晨》     |                |              |            |

### 柳川検校応一
（？～1680）
京都柳川流之祖。
三味線音楽的始祖石塚検校的弟子。
改定和補作三味線組歌。作品稱為「破手組」。作品有：
- 《待つにござれ》
- 《長崎》
- 《葛の葉》
- 《比良や小松》
- 《京鹿子》
- 《下総》
- 《片撥》
- 《賊》
- 《錦木》
- 《青柳》
- 《早舟》

### 山田検校斗養一
（1757～1817）
山田流流祖。在長谷富検校門下、亦是「箏曲大意抄」的著者山田松黒的弟子。
創始了吸收河東節,江戸浄瑠璃箏的歌曲。
作品有：
箏組歌
《初音の曲》。　
| 山田流的四大曲 |
| -------------- |
| 葵上           |
| 小督の曲       |
| 熊野           |
| 長恨歌の曲     |

- 《紀の路の奥四季の段》
- 《江の島の曲》
- 《住吉》
- 《八重垣》

### 吉沢検校審一
（1808？～1872）
跟隨父親初世吉沢検校、中村検校學習, 活躍於名古屋。孫弟子有小松景和。
在雅楽的影響下，他想出了「古今調子」。吉沢検校亦是日本國學家為新箏曲開拓了新方向。
作品有：
| 古今組   |
| -------- |
| 千鳥の曲 |
| 夏の曲   |
| 秋の曲   |
| 冬の曲   |

- 《新古今組》
- 《蝉の曲》
- 《玉くしげ》

### 註腳
1. ↑  Johnson, Henry. The shamisen: Tradition and diversity. （页面存档备份，存于） Leiden/Boston: Brill (2010), 145pp. ISBN 978 90 04 18137 3

### 其他
- 久保田敏子著．《よくわかる箏曲地歌の基礎知識》。（白水社，2010）。
- 地歌fans（页面存档备份，存于）